# Donald Becker

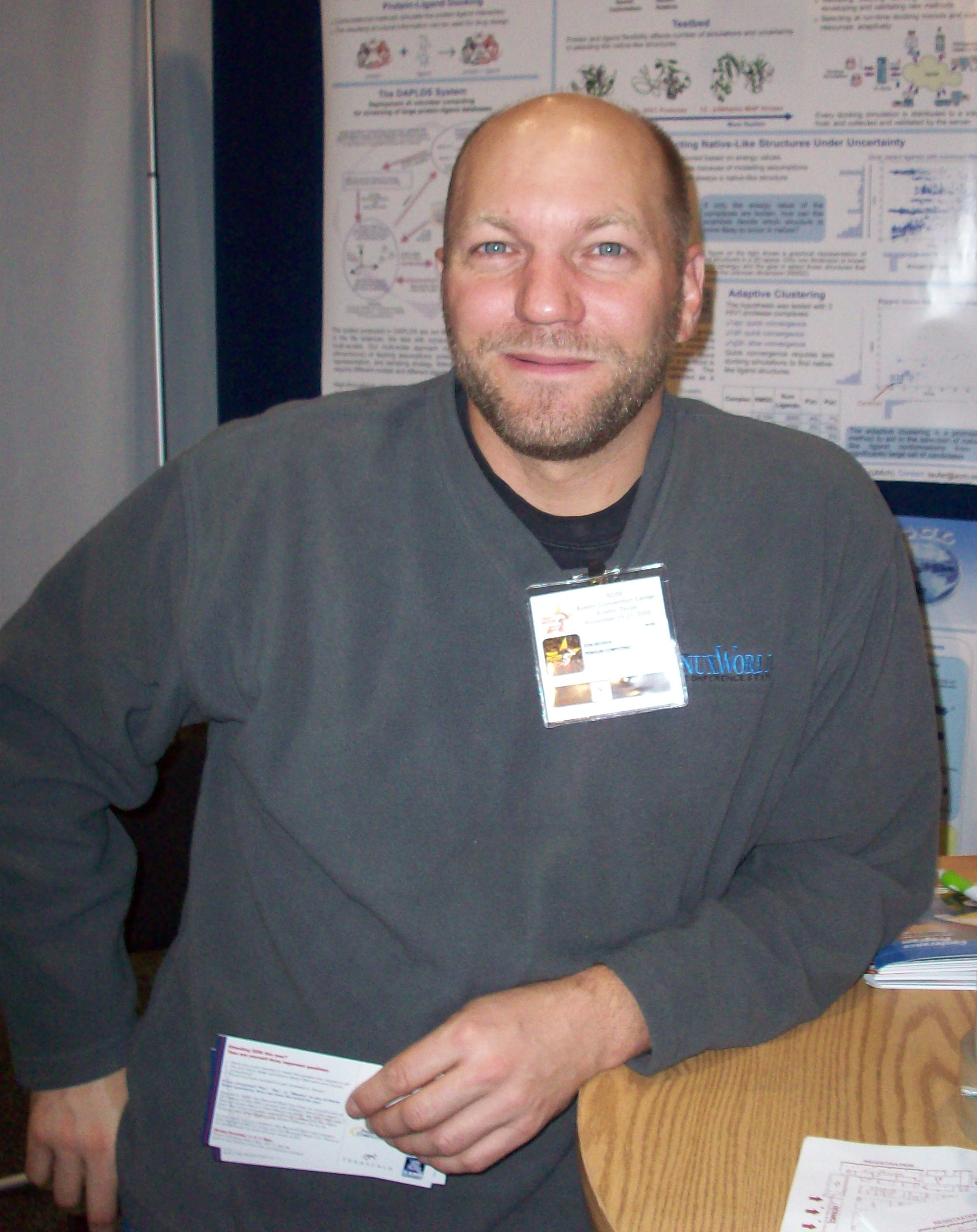
Donald Becker

Donald Becker – programista znany z prac nad rozwojem sterowników Ethernetu dla systemu operacyjnego Linux.
Becker opracował także, w czasie pracy dla NASA, system clusteringu Beowulf, który pozwalał wykorzystać wiele komputerów PC do rozwiązywania złożonych problemów matematycznych, zarezerwowanych zwykle dla superkomputerów.
Becker pełni obecnie (2005) funkcję Chief Technology Officer (CTO) w Scyld Computer Corporation w Annapolis, Maryland, czołowym dostawcy klastrów Beowulf.